# Do the Right Thing
Do the Right Thing ist ein US-amerikanischer Spielfilm von Spike Lee aus dem Jahr 1989. Die Tragikomödie, produziert von Lee, der auch das Drehbuch schrieb und eine der Hauptrollen übernahm, feierte ihre Premiere im Mai 1989 auf den Filmfestspielen von Cannes. Der US-Kinostart folgte am 30. Juni 1989, in den bundesdeutschen Kinos war der Film ab dem 13. Juli 1989 zu sehen. Der Film, der zeigt, wie sich die Spannungen zwischen Schwarzen, Weißen und Asiaten in einem Gewaltausbruch entladen, wird von Kritikern als Teil des New Black Cinema angesehen.

## Handlung
Ein heißer Tag in Brooklyn: Der Italoamerikaner Sal betreibt seit 20 Jahren eine Pizzeria in der Stuyvesant Avenue. Mit dem gutmütigen, stets vermittelnden Sal arbeiten seine beiden Söhne Pino und Vito. In dem heruntergekommenen Viertel leben fast ausschließlich Schwarze, viele sind arbeitslos. Einige hängen den ganzen Tag herum, halten sich an Bierdosen fest und hegen Neid gegen erfolgreichere Leute in der Nachbarschaft wie einen koreanischen Ladenbesitzer. Sal ist stolz, dass man ihn in der Umgebung akzeptiert. Konflikte mit seinem lustlosen schwarzen Austräger Mookie werden schnell beigelegt, obwohl Sals Sohn Pino seiner Unzufriedenheit gelegentlich mit rassistischen Parolen Luft macht. Pino will den Vater überreden, aus dem Schwarzenviertel wegzuziehen. Bruderzwist gibt es, weil Vito gut mit Mookie auskommt, der seit einer Woche nicht bei seiner Freundin und dem kleinen Sohn war.
Die überwiegend afroamerikanische Nachbarschaft besteht aus oft perspektivlosen, aber markanten Persönlichkeiten. Der freundliche und weise Betrunkene „Da Mayor“ gilt als inoffizieller Bürgermeister der Straße, er fühlt sich zu der stets an ihrem Fenster sitzenden „Mother Sister“ hingezogen, die aber seine Avancen zurückweist. Smiley, ein stotternder Bettler, versucht auf der Straße Fotos von Helden der Bürgerrechtsbewegung zu verkaufen. Mister Señor Love Daddy leitet einen Ein-Mann-Radiosender, auf dem er afroamerikanische Musik spielt und Liebe predigt. Sweet Dick Willy, ML und Coconut Sid sind drei mehr oder weniger arbeitslose Männer mittleren Alters, die auf ihren Stühlen die Nachbarschaft beobachten. Neidisch blicken einige in der Nachbarschaft auf den koreanischen Laden, dessen Betreiber erst seit kurzem in den USA und schon wirtschaftlich erfolgreich sind. Mookie hat im Gegensatz zu den meisten seiner Kumpels zwar einen Job, zeigt aber insgesamt wenig Ambitionen weiterzukommen – im Gegensatz zu seiner Schwester Jade, bei der er lebt. Jade versteht sich gut mit Sal, was Mookie zunehmend misstrauisch beobachtet. Mookie hat mit seiner Freundin Tina auch einen kleinen Sohn, aber die Beziehung verläuft eher schlecht als recht, da er sich oft tagelang nicht meldet.
Sal ist stolz auf seine italo-amerikanische Herkunft und präsentiert in der Pizzeria eine „Wall of Fame“, die aus Porträts italo-amerikanischer Stars besteht. Dem schwarzen Aktivisten Buggin Out missfällt die Galerie und er kritisiert, dass Sal keine Schwarzen mit aufgenommen hat. Er droht damit, einen Boykott von Sals Geschäft zu initiieren. Irritiert verweist der Pizzeria-Besitzer den jungen Arbeitslosen aus seinem Geschäft und belegt ihn mit einem Hausverbot. Buggin Outs Versuche eines Boykotts bleiben erfolglos, da Sal beliebt ist. Nur der Bettler Smiley und der Musikliebhaber „Radio Raheem“, der mit Sal eine Auseinandersetzung wegen seines voll aufgedrehten Ghettoblasters hatte, schließen sich ihm an. Am späten Abend ist Sal mit dem Tagesgeschäft hochzufrieden; er will den Laden in „Sal & Sons“ umbenennen und so Pino zum Bleiben bewegen. Doch da tauchen Buggin Out und Radio Raheem in Sals Pizzeria auf. Mit maximaler Lautstärke dröhnt „Hip Hop-Musik“ (Fight The Power von Public Enemy) aus dem Ghettoblaster. Verärgert über diese Belästigung zerstört Sal das Gerät mit einem Baseballschläger und lässt sich zu dem abwertenden Wort Nigger hinreißen. Schnell artet die Auseinandersetzung in eine Schlägerei aus, an der sich auch zuvor neutrale Bewohner des Viertels beteiligen.

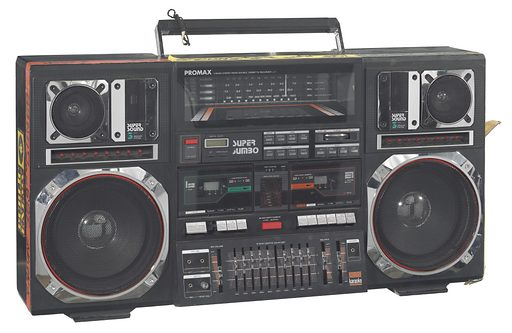
Der Ghettoblaster aus dem Film (National Museum of African American History and Culture)

Die Polizei greift ein, der sich heftig wehrende Radio Raheem wird von einem Cop im Schwitzkasten mit dem Schlagstock zu Tode gewürgt. Als die Polizei daraufhin wegfährt, reagieren die schwarzen Bewohner des Viertels aufgebracht auf dieses tragische Ereignis, auch da es schon zuvor ähnliche Vorfälle von Polizeigewalt gab, und richten ihre Wut auf Sals Pizzeria. Mookie stellt sich gegen seinen Arbeitgeber und wirft eine Mülltonne ins Fenster, woraufhin die Pizzeria zerstört, geplündert und angezündet wird. Die Straßenschlacht droht auf weitere Geschäfte überzugreifen, kann aber durch Feuerwehr und Polizei eingedämmt werden. Da Mayor kann Sal und seine Söhne von der wütenden Meute wegziehen. Smiley, der das erste Streichholz angezündet hatte, kann nun endlich ein schwarzes Bild an die zerstörte Ruhmeswand des italienischen Ladens hängen, das den Händedruck zwischen Martin Luther King und Malcolm X zeigt.
Einen Tag später steht Sal fassungslos vor den Trümmern seiner zerstörten „Famous Pizzeria“. Mookie fordert von Sal den ausstehenden Lohn, der von ihm enttäuschte Sal wirft ihm die Dollarscheine entgegen, sodass sie auf dem Boden landen. Nach einer vorsichtigen Versöhnung trennen sich beider Wege.

## Hintergrund
Spike Lee bezeichnete diesen Film als Apartheidsfilm über die USA und als Beitrag im Wahlkampf zwischen dem langjährigen Bürgermeister von New York City Edward I. Koch und dem afro-amerikanischen Kandidaten David Dinkins, der sich in den Vorwahlen schließlich gegen Koch durchsetzte und bei den Wahlen letztlich auch gegen Rudy Giuliani gewann. „Dass die schönen Worte vom freien Amerika, das Platz für jede Hautfarbe hat, nie mehr als verlogene Phrasen waren, müsste jedem klar sein. Am Ende meines Films reichen sich die Leute nicht die Hände, um diesen We are the World-Mist zu singen“, so Lee. „Ich möchte, dass der Zuschauer am Ende des Films ein Gefühl des Horrors hat. Ich möchte darauf hinweisen, dass wir über diese Probleme reden und uns ihnen stellen müssen. Wenn das nicht geschieht, wird es nur schlimmer.“ Die Musik zum Film steuerten David Hinds und Bill Lee, Spikes Vater, bei.

## Kritiken
„Ein furios inszenierter Film, der sich zu einer beklemmenden, verstörenden Studie der Gewalt entwickelt.“

„1989 machte Spike Lee alles richtig. Do The Right Thing besitzt die treibende Dynamik eines ‚Public Enemy‘-Tracks, ist aufregend und abwechslungsreich wie ein brütend heißer Sommertag und vielleicht der intelligenteste, ehrlichste und stylischste Film zum Thema Rassismus, der bisher gedreht wurde.“

“Seeing the film again today, I was reminded of what a stylistic achievement it is. Spike Lee was 32 when he made it, assured, confident, in the full joy of his power. He takes this story, which sounds like grim social realism, and tells it with music, humor, color and exuberant invention. A lot of it is just plain fun. […] None of these people is perfect. But Lee makes it possible for us to understand their feelings; his empathy is crucial to the film, because if you can’t try to understand how the other person feels, you’re a captive inside the box of yourself. Thoughtless people have accused Lee over the years of being an angry filmmaker. He has much to be angry about, but I don’t find it in his work. The wonder of Do the Right Thing is that he is so fair.”

„Wenn ich den Film heute wieder sehe, erinnert er mich daran, was für eine stilistische Errungenschaft er darstellt. Spike Lee war 32, als er ihn drehte, sicher, selbstsicher, seine Freiheit voll ausschöpfend. Er nimmt diese Geschichte, die wie düsterer sozialer Realismus klingt, und erzählt sie mit Musik, Humor, Farbe und üppigen Erfindungen. Ein großer Teil davon ist einfach nur Spaß. […] Keiner dieser Menschen ist perfekt. Aber Lee macht es uns möglich, ihre Gefühle zu verstehen; sein Einfühlungsvermögen ist entscheidend für den Film, denn wenn du nicht versuchst, zu verstehen, wie die andere Person fühlt, bist du ein Gefangener in deinem eigenen Käfig. Gedankenlose Menschen haben Lee im Laufe der Jahre vorgeworfen, ein wütender Filmemacher zu sein, aber ich finde das nicht in seiner Arbeit. Das Wunder von Do the Right Thing ist, dass er so fair ist.“

Reclams Filmführer befand, dass der Film wie eine „ironische Komödie“ beginne und sich zu einer „überzeugenden Studie über die Entstehung von Gewalt“ entwickle. Spike Lee sei ein „exakter Beobachter, der Wirklichkeit so auf die Leinwand bringt, dass der Zuschauer Ursachen, Hintergründe und Zusammenhänge wie beiläufig selbst erkennt.“

## Auszeichnungen
- 1989: Los Angeles Film Critics Association Award Bester Film (Spike Lee), Beste Regie (Spike Lee), Beste Musik (Bill Lee), Bester Nebendarsteller (Danny Aiello).
- 1989: New York Film Critics Circle Award Beste Kamera Ernest R. Dickerson
- 1989: Internationale Filmfestspiele von Cannes 1989: Im Wettbewerb um die Goldene Palme (nominiert als Bester Film).
- 1990: Der Film wird für den Oscar für das beste Originaldrehbuch (Spike Lee) und den besten Nebendarsteller (Danny Aiello) nominiert.
- 1990: Vier Nominierungen für den Golden Globe Award: Bester Film – Drama (Spike Lee), Beste Regie (Spike Lee), Bestes Drehbuch (Spike Lee), Bester Nebendarsteller (Danny Aiello).
- 1990: Belgian Syndicate of Cinema Critics Grand Prix (nominiert)
- 1990: Chicago Film Critics Association Award: Beste Regie . Bester Film, Bester Nebendarsteller (Danny Aiello)
- 1991: NAACP Image Award: Beste Hauptdarstellerin Ruby Dee, Bester Nebendarsteller Ossie Davis
- 1999: Aufnahme in das „National Film Registry“ der Library of Congress (USA).
- 2006: Spike Lee erhält bei den MTV Movie Awards den „Silver Bucket“, eine Auszeichnung für Filme, die auch in der Gegenwart noch große Bedeutung haben.